# Accademia Nazionale dei Lincei
L'Accademia Nazionale dei Lincèi è una delle istituzioni scientifiche più antiche d'Europa. Venne fondata a Roma nel 1603 da Federico Cesi, Francesco Stelluti, Anastasio De Filiis e Johannes van Heeck, con lo scopo di costituire una sede di incontri rivolti allo sviluppo delle scienze. Il suo nome si richiama all'acutezza che deve avere la vista di coloro che si dedicano alle scienze, proprietà fisiologica che leggendariamente caratterizza la lince. La pronuncia lincèi al posto della più comune forma aggettivale lìnceo è dovuta probabilmente all'origine latina del termine (lyncēus).
È membro dell'Unione internazionale degli istituti di archeologia.
L'accademia ha sede nel Palazzo Corsini alla Lungara e nella vicina Villa Farnesina. Dal 2021 è presieduta da Roberto Antonelli, che è subentrato a Giorgio Parisi.

## Storia

### La prima Accademia (1603-1630)
Nel 1745 il medico e scienziato Giovanni Bianchi (noto anche con lo pseudonimo di Jano Planco, 1693-1775) rifondò a Rimini l'Accademia dei Lincei. Essa sarebbe stata attiva almeno fino al 1765, con ventuno accademici e trentadue dissertazioni documentate. Giovanni Bianchi aveva scritto in precedenza una breve storia dei Lincei di Cesi, intitolata Lynceorum Notitia, che è la prima apparsa a stampa. Questa storia esce nel 1744 come premessa al Fitobasano di Fabio Colonna, pubblicato a cura dello stesso Bianchi a Firenze: l'opera studia le piante più rare note agli antichi, cercandone il corrispondente nome moderno. Colonna aveva 24 anni quando, a sue spese, la licenziò nel 1594 a Napoli, dove era nato (e morì nel 1640).
L'Accademia dei Lincei ha subito nel tempo vari cambiamenti; la prima sede fu presso Palazzo Cesi ad Acquasparta (in Umbria). Dopo un primo periodo di grande prestigio, dovuto all'opera di Cesi e degli altri fondatori, oltre alla presenza di soci quali Galileo Galilei e Giovanni Battista Della Porta, del quale raccolse la breve esperienza dell'Accademia dei Segreti, dopo la morte di Cesi nel 1630 ridusse le sue attività fino a scomparire.

### La doppia rifondazione (1847 e 1874)
Nell'Ottocento, dopo un tentativo di rianimarla da parte dell'abate Feliciano Scarpellini che cercò di attivare un'accademia dei Nuovi lincei, si ebbe una vera ripresa delle sue attività solo nel 1847, quando papa Pio IX rifondò una Pontificia Accademia dei Nuovi Lincei, tuttora esistente (dal 1936 ha il nome di Pontificia accademia delle scienze).
Da parte sua, il Regno d'Italia procedette ad una rifondazione del sodalizio nel 1874, per opera di Quintino Sella, con la costituzione dell'Accademia Nazionale Reale dei Lincei. Questa ampliò i suoi scopi con la costituzione della Classe di scienze morali o umanistiche, che ebbe fra i suoi primi membri il filosofo Giuseppe Ferrari, e riuscì ad assumere un grande prestigio.

### Il primo Novecento
Nel 1926 Benito Mussolini promosse la nascita di una nuova accademia, in sintonia con la politica culturale del regime: nacque l'Accademia d'Italia. Questo portò il presidente dei Lincei, Vito Volterra, a dimettersi. Ne prese il posto Vittorio Scialoja. L'Accademia d'Italia fu poi inaugurata solo nel 1929.
Nel 1933 avviene il commissariamento dell'Accademia; e con il nuovo statuto il governo richiese nel 1934 a tutti i soci il giuramento di fedeltà al regime fascista per restare a farne parte. Tra i Lincei non giurarono in dieci:
- sette rifiutarono esplicitamente: Benedetto Croce, Gaetano De Sanctis, Vito Volterra, Vittorio Emanuele Orlando, Antonio De Viti De Marco, Francesco De Sarlo e Leone Caetani;
- tre presentarono le dimissioni: Giulio Alessio, Costantino Bresciani Turroni, Umberto Ricci.[4]

Nel 1938, in seguito alle leggi razziali imposte dal governo, l'accademia fu epurata dei soci ebrei, tra i quali Guido Castelnuovo. Inoltre si dimise da socio straniero Albert Einstein (lo era diventato nel 1921 e tornò ad esserlo nel 1946).
Nel 1939 il regime fascista accorpò l'istituzione con l'Accademia d'Italia, al fine di ridurne l'indipendenza. Ultimo presidente fu Federico Millosevich, che fu nominato membro dell'ufficio di presidenza dell'Accademia d'Italia.

### Dal 1944 ad oggi
Dopo la Liberazione di Roma, avvenuta il 4 giugno 1944, l'Accademia d'Italia fu soppressa, su suggerimento di Benedetto Croce, e i Lincei riebbero la loro indipendenza. Fu poi costituita una commissione di epurazione composta dai lincei Vincenzo Rivera (Presidente), Benedetto Croce, Vittorio Emanuele Orlando, Gaetano De Sanctis, Giulio Emanuele Rizzo, Guido Castelnuovo, cui si aggiunsero successivamente Carlo Calisse, Giuseppe Armellini e Raffaello Morghen, che si insediò il 17 luglio 1944. Nel maggio 1945 fu istituita una seconda commissione, formata da Benedetto Croce (Presidente), Guido Castelnuovo, Arturo Carlo Jemolo, Giuseppe Levi, Quirino Majorana, Vittorio Emanuele Orlando e Giulio Emanuele Rizzo. I lavori si protrassero fino al 1946.
La commissione decise di radiare dall'Accademia 36 tra i membri più compromessi con il fascismo. Tra di essi Giuseppe Bottai, Cesare Maria De Vecchi, Luigi Federzoni e Sabato Visco. Tra gli epurati figurarono anche alcuni accademici che avevano inizialmente sostenuto il fascismo, pur subendo successivamente discriminazioni e persecuzioni, tra i quali Tullio Terni Mario Camis e Carlo Foà.
Nel 1946 fu eletto nuovo presidente (dai soci, che tornarono a votare per la prima volta dopo il 1932) Guido Castelnuovo.

## Organizzazione
L'Accademia dei Lincei dal 1986 è retta da uno statuto che prevede che sia composta da 540 accademici, divisi secondo tre qualifiche, ognuna delle quali raccoglie un terzo di essi; 180 sono infatti i soci ordinari "nazionali", 180 i soci ordinari "stranieri" e 180 sono i soci "corrispondenti".
Tutti i soci sono poi ripartiti in due classi:
- la prima è quella di Scienze Fisiche,
- la seconda è quella delle Scienze Morali.

Dal 2001 la Classe di Scienze Fisiche è ripartita in 5 categorie:
1. Matematica, Meccanica e applicazioni
2. Astronomia, Geodesia, Geofisica e applicazioni
3. Fisica, Chimica e applicazioni
4. Geologia, Paleontologia, Mineralogia e applicazioni
5. Scienze Biologiche e applicazioni

La Classe di Scienze Morali è ripartita in 7 categorie:
1. Filologia e Linguistica
2. Archeologia
3. Critica dell'Arte e della Poesia
4. Storia e Geografia storica e antropica
5. Scienze Filosofiche
6. Scienze Giuridiche
7. Scienze Sociali e Politiche

### Presidenti
- Giuseppe Ponzi (1871-1874)
- Quintino Sella (1874-1884)
- Francesco Brioschi (1884-1897)
- Eugenio Beltrami (1898-1900)
- Angelo Messedaglia (1900-1902)
- Pasquale Villari (1902-1904)
- Pietro Blaserna (1904-1916)
- Francesco d'Ovidio (1916-1923)
- Vito Volterra (1923-1926)
- Vittorio Scialoja (1926-1932)
- Antonio Garbasso (1932-1933)
- Vittorio Scialoja (luglio-novembre 1933)
- Vittorio Rossi comm. (1933-1935)
- Vittorio Rossi (1935-1938)
- Federico Millosevich (1938-1939)
- Vincenzo Rivera comm. (1944-1946)
- Guido Castelnuovo (1946-1952)
- Vincenzo Arangio-Ruiz (1952-1958)
- Francesco Giordani (1958-1961)
- Gino Cassinis (1961-1964)
- Angelo Monteverdi (1964-1968)
- Beniamino Segre (1968-1973)
- Enrico Cerulli (1973-1976)
- Beniamino Segre (1976-1978)
- Antonio Carrelli (1978-1981)
- Giuseppe Montalenti (1981-1985)
- Francesco Gabrieli (1985-1988)
- Edoardo Amaldi (1988-1989)
- Giorgio Salvini (1990-1994)
- Sabatino Moscati (1994-1997)
- Edoardo Vesentini (1997-2003)
- Giovanni Conso (2003-2009)
- Lamberto Maffei (2009-2015)
- Alberto Quadrio Curzio (2015-2018)
- Giorgio Parisi (2018-2021)
- Roberto Antonelli (dal 1º agosto 2021-)

## Premi
L'Accademia Nazionale dei Lincei conferisce con cadenza regolare premi prestigiosi a ricercatori e studiosi di talento. Tra questi premi si segnalano:
- Premio Presidente della Repubblica;
- Premio "Antonio Feltrinelli";
- Premio Alfredo Di Braccio per giovani ricercatori italiani in Fisica e Chimica;
- Premio del Ministro per i Beni e le Attività Culturali;
- Premio Linceo;
- Premio Internazionale Cataldo Agostinelli e Angela Gili Agostinelli;
- Premio Internazionale «Prof. Luigi Tartufari».

## Galleria d'immagini

Il primo emblema dell'accademia nel francobollo che ne celebra il IV centenario della fondazione.
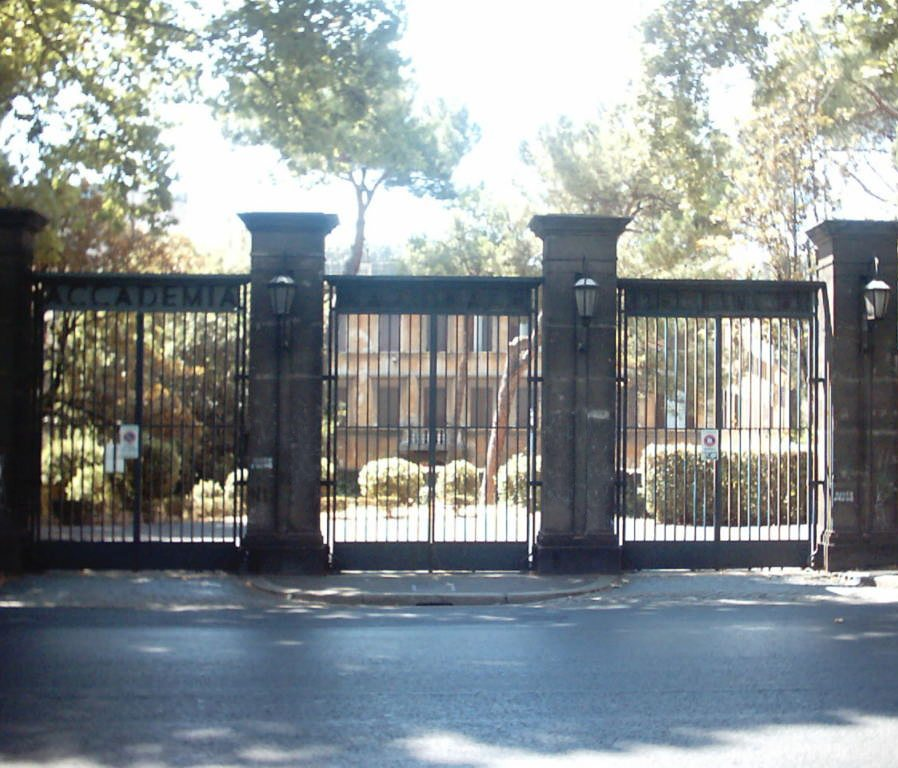
Accademia Nazionale dei Lincei: cancello sul Lungotevere di Villa Farnesina.